# محوطه گل باغ کندسر
محوطه گل باغ کندسر مربوط به دوران‌های تاریخی پس از اسلام است و در شهرستان رودسر، بخش رحیم آباد، روستای دلیجان واقع شده و این اثر در تاریخ ۲ بهمن ۱۳۸۲ با شمارهٔ ثبت ۱۰۷۲۲ به‌عنوان یکی از آثار ملی ایران به ثبت رسیده‌است.